# Дора Бакояни
Теодора (Дора) Бакояни (на гръцки: Θεοδώρα (Ντόρα) Μπακογιάννη, родена Теодора Мицотаки) е гръцки политик, бивша министърка на външните работи, председателка на Организацията за сигурност и сътрудничество в Европа, кметица на Атина (2002 - 2006) и депутат в гръцкия парламент в продължение на 3 мандата. Тя е първата жена, избирана за кмет на Атина, и първата жена, заемала поста външен министър на Гърция.

## Биографични данни

### Ранни години
Дора Бакояни е родена на 6 май 1954 г. в Атина, Гърция. Дъщеря е на Марика Мицотаки и Константинос Мицотакис, който е сред най-популярните министър-председатели в най-новата история на Гърция, участвал в политическата сцена от 1946 г. и управлявал страната в периода 1990 – 1993 г.
Както и много други политици в Гърция, Дора Бакояни и нейният баща принадлежат към политическа династия с дълга история: Константинос Мицотакис е племенник на Елевтериос Венизелос, който е премиер на Гърция по време на Балканските войни и е останал в историята с това, че успява да реализира идеята за „Велика Гърция“ или още „Мегали идея“ – мечтата на страната да се разпростре на 5 морета и 2 континента.
Учи в Немската гимназия в Атина, но след като семейството ѝ е принудено да напусне родината, завършва средното си образование в немска гимназия в Париж през 1972 г. Учи политически науки и комуникации в Университета „Лудвиг Максимилиан“ в Мюнхен, като продължава академичното си образование след завръщането си в Гърция във Факултета по публично право на Атинския университет.

### До влизане в политиката
В студентските си години Дора се запознава с Павлос Бакоянис, уважаван учен и журналист в „Дойче веле“, чиито репортажи срещу диктаторския режим в Гърция и за възстановяването на демокрацията добиват небивала популярност. През 1974 г., веднага след падането на военната хунта, Дора и Павлос се завръщат в Гърция и сключват брак, от който имат 2 деца – Алексия и Костас.
В периода 1974-1989 г. няма особени индикации за бъдещата активна политическа роля на Бакояни – тя е съпруга на способен политик, майка на 2 деца и дъщеря на Константинос Мицотакис. През 1977 г. издържа изпити и е назначена в Дирекция Европейска икономическа общност на Министерството на координацията. На 30-годишна възраст Дора Бакояни става началник на персонала, когато нейният баща е избран за лидер на „Нова демокрация“.
Разтърсващи събития сполетяват семейството ѝ – на 26 септември 1989 г. Павлос Бакоянис, току-що избран за депутат в гръцкия парламент на изборите през юни същата година, е убит при влизане в офиса си при терористичен акт от гръцката терористична организация „Седемнадесети ноември“. Това предопределя бъдещата дейност на Дора Бакояни, която изоставя ролята на съкрушена вдовица и влиза в активната политика.
И до днес, макар да се жени повторно през 1998 г. за бизнесмена Изидорос Кувелос, тя зорко пази фамилията на първия си съпруг.

## Политическа кариера

### Начало. Министър на културата
На изборите през ноември 1989 г. Дора Бакояни се кандидатира за депутат от област Евритания, чийто народен представител дотогава е починалият и съпруг Павлос Бакоянис. Там тя започва политическата си кариера, като влиза в гръцкия парламент, където изкарва общо 3 мандата като народен представител на областта.
След избирането на баща ѝ Константинос Мицотакис за министър-председател на Гърция работи като заместник-министър без портфейл. От септември 1991 до август 1992 г. работи в Генералния секретариат за международните отношения на „Нова демокрация“ и е представител на партията в Съюза на европейските демократи и Международния съюз на демократите.
През 1992 г. е назначена за министър на културата до изборите през 1993 г., когато е преизбрана за депутат в гръцкия парламент, но „Нова демокрация“ се превръща в основна опозиционна партия.

### В опозиция
На 29 април 1994 г. Бакояни е избрана за член на Централния комитет на „Нова демокрация“, а на изборите през 1996 г. се нарежда първа в листата сред кандидатите от 1-ви атински избирателен район, което се повтаря и на изборите през 2000 г.
Междувременно на 22 март 1997 г. е преизбрана за член на Централния комитет на партията и става негов председател. През май 2000 г. лидерът на „Нова демокрация“ Костас Караманлис я назначава за министър в сянка на външните работи и отбраната.

### Кмет на Атина
На 29 март 2002 г. Костас Караманлис, търсейки начин да докаже нарастващата сила на неговата партия срещу управлението на ПАСОК, номинира Дора Бакояни за кандидат за кмет на Атина. Поради големия брой кандидати тя не успява да постигне победа на първия тур. На втория тур печели срещу кандидата на социалистите Христос Папуцис, получавайки вота на 60,6% от избирателите. Тя става първата и единствена жена, заемала този пост.
По време на управлението си като кмет на Атина Дора Бакояни постига значителни успехи. Взима дейно участие в организацията на Летните олимпийски игри през 2004 г. и борбата с тероризма. Продължава политиката си от времето, когато е министър на култура, за промяна на живота на жителите на града, модернизиране и подобряване на визията на Атина, като успешно реализира проект „Фасада“, финансиран от Европейския съюз, за реставрация на фасадите на хиляди обществени и жилищни сгради в града, което кара ЕС да стартира повече подобни проекти. Задвижва и амбициозния проект за обединяване на археологическите обекти.

### Министър на външните работи
Бакояни напуска поста кмет на Атина, за да поеме функциите на министър на външните работи в правителството на Костас Караманлис на 15 февруари 2006 г. Влиза в правителство, разтърсвано от скандали, става сред най-популярните му министри, като запазва поста си след „ремонта“ на кабинета.
Характерно за нейния екип става това, че успява светкавично и адекватно да реагира в кризисни ситуации за изпращане на хуманитарна помощ или мисия. Пътува из Близкия изток, за да помогне за намиране на решение на проблемите. Участва в заседанията на Организацията за сигурност и сътрудничество в Европа и обсъжда развитието на региона.
Не успява да постигне споразумение по Кипърския кофликт и спора за името на Република Македония.

### Председател на СС на ООН
Като министър на външните работи на Гърция през септември 2006 г. поема ротационното председателство на Съвета за сигурност на ООН по време на сериозно международно напрежение във връзка с ядрените програми на Иран и Северна Корея и крехкото примирие (осъществено с посредничеството на ООН) във въоръжения конфликт в Ливан.

### Председател на ОССЕ
Дора Бакоянис е ротационен председател на Организацията за сигурност и сътрудничество в Европа през 2008 г. в качеството си на външен министър на Гърция. Тя осигурява политическото ръководство на ОССЕ и отговаря за дейностите на организацията по предотвратяване на кризи, управление на кризи и следкризисно възстановяване. В работата си като председател е подпомогната от т.нар. Тройка, която е консултативен орган при председателя и в която влизат самият председател, предхождащият и последващият председатели.

## Награди и отличия
Заради нейната подкрепа и участие в редица инициативи, свързани с правата на жените, и важността, произтичаща от активната им роля в обществения живот, през март 1992 г. Дора Бакояни е наградена от Международния център на жените с „Международната награда за лидери“.
На 14-ия международен симпозиум „Fontata di Roma“ получава признание за ценния си принос към културата.
През 2003 г., по покана на тогавашния председател на Европейската комисия Романо Проди, Бакояни се включва в група на високо равнище от 12 независими личности в кръгла маса за дискутиране на перспективите от социален характер, културната идентичност и икономическото бъдеще пред Нова Европа.
Дора Бакояни печели титлата „Най-добър кмет на света“ през 2005 г. в интернет конкурс сред списък от 550 кметове на различни градове по света. Атинската кметица тогава получава положителни коментари от кметове от цял свят, а на следващата година списание „Форбс“ я включва в списъка със 100-те най-влиятелни жени по света за 2006 г.
През март 2009 г. е избрана за член на френската Академия по хуманитарни и политически науки. Освен първата жена от чужбина, удостоявана с тази титла, Бакояни е и единствената представителка на нежния пол сред избраните 12 членове на академията - политици и учени, между които са папа Бенедикт XVI, бившият генерален секретар на ООН Хавиер Перес де Куеляр, албанският писател и кандидат за Нобелова награда Исмаил Кадаре, кралят на Испания Хуан Карлос и британският принц Чарлз.
|  | Тази страница частично или изцяло представлява превод на страницата Dora Bakoyannis в Уикипедия на английски. Оригиналният текст, както и този превод, са защитени от Лиценза „Криейтив Комънс – Признание – Споделяне на споделеното“, а за съдържание, създадено преди юни 2009 година – от Лиценза за свободна документация на ГНУ. Прегледайте историята на редакциите на оригиналната страница, както и на преводната страница, за да видите списъка на съавторите. ВАЖНО: Този шаблон се отнася единствено до авторските права върху съдържанието на статията. Добавянето му не отменя изискването да се посочват конкретни източници на твърденията, които да бъдат благонадеждни. |